# Armenia Oriental

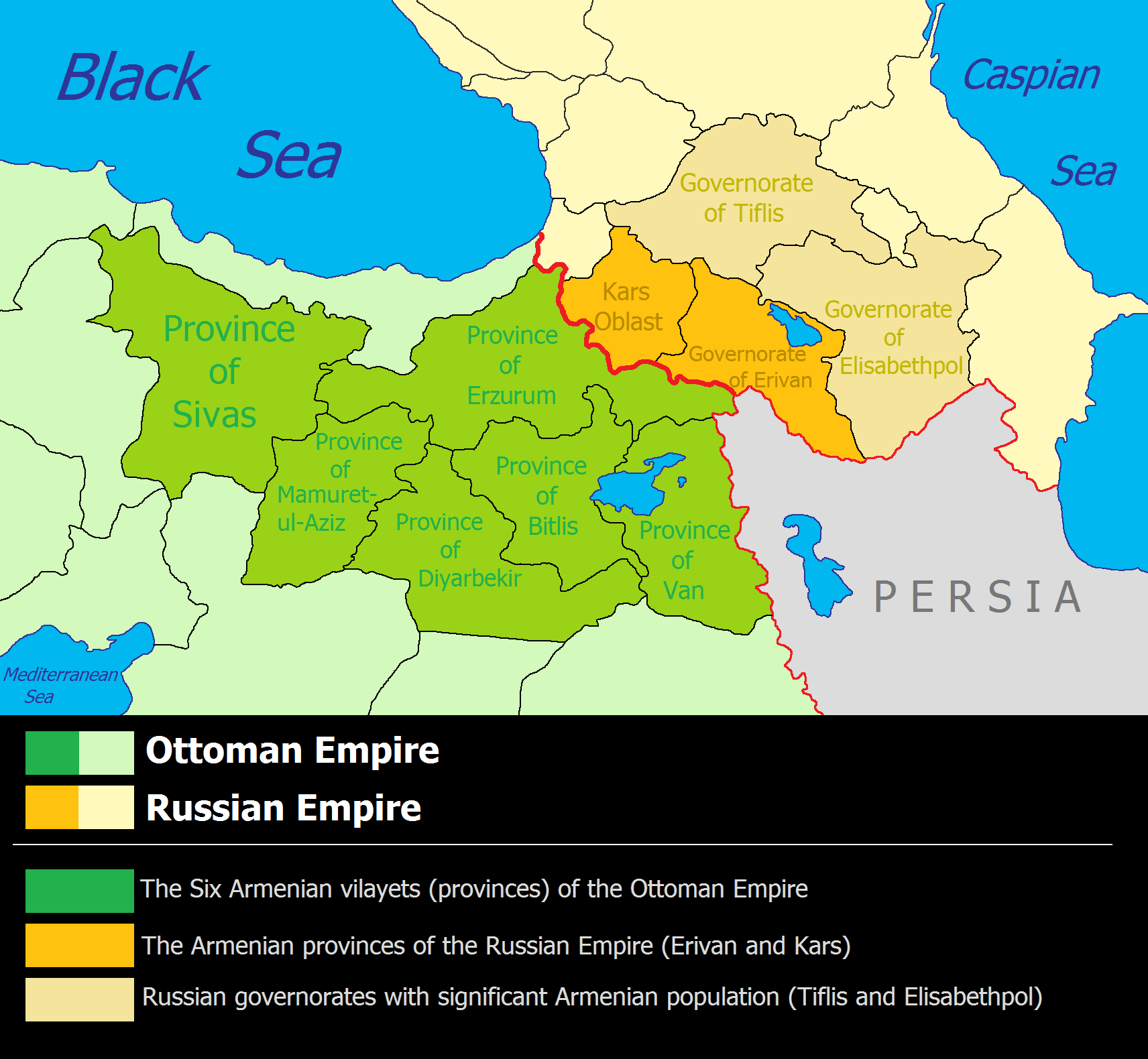
La Armenia oriental (rusa) en color amarillo.

Armenia oriental (en armenio: Արևելյան Հայաստան, romanizado: Arevelyan Hayastan) es un término utilizado por los armenios para referirse a la sección oriental del Altiplano Armenio, tradicionalmente considerado la patria del pueblo armenio. Entre los siglos IV y XX, Armenia fue particionada varias veces, y los términos Armenia Oriental y Armenia Occidental han sido utilizados para referirse a las respectivas partes del país bajo ocupación o control extranjero, aunque no se ha definido un límite formal que las divida. El concepto se ha utilizado en referencia a:
- Armenia persa (un estado vasallo del Imperio persa desde 387, completamente anexado en 428)[2] tras la partición del país entre los imperios bizantino y sasánida y duró hasta el Emirato de Armenia hacia mediados del siglo VII. También es utilizado (más comúnmente) en relación con el periodo de la Armenia iraní, en el dominio safávida, desde la Paz de Amasya de 1555 hasta que el área fue cedida a Rusia en 1828 tras el Tratado de Turkmenchay.[1]
- Armenia rusa (1828 a 1917) y Armenia soviética (1917 a 1991), que dejó a las áreas de población armenia bajo el control del Imperio ruso y de la Unión Soviética, respectivamente.[1]